# Eudejeania melanax
Eudejeania melanax là một loài ruồi trong họ Tachinidae.